# Dasyprocta coibae
El ñeque de Coiba (Dasyprocta coibae) es una especie de roedor histricomorfo de la familia Dasyproctidae casi amenazada según la UICN. Solamente habita la isla de Coiba, en Panamá.